# Карпинский, Лен Вячеславович
Лен Вячесла́вович Карпи́нский (26 ноября 1929, Москва — 12 июня 1995, там же) — советский и российский общественный и политический деятель, диссидент, журналист. Автор многочисленных публикаций в советской и зарубежной прессе.

## Биография
Лен Карпинский родился 26 ноября 1929 года в Москве в семье русского революционера Вячеслава Карпинского и Берты Семёновны Брук (1885—1940).
В 1952 году окончил философский факультет МГУ. После XX съезда КПСС работал первым секретарём Горьковского горкома ВЛКСМ, заведующим отделом пропаганды и агитации ЦК ВЛКСМ, главным редактором журнала «Молодой коммунист».
С 1958 по 1962 год — секретарь ЦК ВЛКСМ.
С 1962 года — член редколлегии газеты «Правда». В 1967 году совместно с Фёдором Бурлацким написал статью «На пути к премьере», в которой подверглось критике чрезмерное администрирование в театрах. За эту статью, опубликованную в «Комсомольской правде», был уволен из «Правды» и назначен спецкором «Известий», откуда вскоре был также уволен за критику «ресталинизации», начавшейся после смещения Хрущёва.
С 1969 по 1973 год работал в Институте конкретных социальных исследований АН СССР, затем — заведующим редакцией в издательстве «Прогресс».
В 1969 году под впечатлением вторжения советских войск в Чехословакию написал программную статью «Слово — тоже дело», в которой критиковал политическую систему социализма и отстаивал решающую роль свободы слова.
В 1971—1976 годах читал курс «Основы научного коммунизма» на Высших курсах сценаристов и режиссёров.
В 1975 году исключён из КПСС и уволен из издательства «Прогресс».
В годы перестройки был в числе её активнейших деятелей как публицист, социолог, журналист, редактор.
С 1989 года работал в «Московских новостях», сначала политическим обозревателем, с августа 1991 года — главным редактором, а с октября 1993 года — председателем редакционного совета. В своих публикациях осуждал российскую исполнительную власть за действия во время Октябрьских событий 1993 года и Первой чеченской войны.
Умер в 1995 году, похоронен на Троекуровском кладбище Москвы.